# Daniel Alejandro Torres
Daniel Alejandro Torres Rojas (Cáqueza, 15 de novembro de 1989) é um futebolista Colombiano que atua como meio-campo. Atualmente defende o Santa Fe.

## Carreira
Sergio Llamas começou a carreira no Independiente Medellín..

## Títulos
Alavés
- Vice Copa del Rey: 2016-2017.